# 公主嶺市
公主嶺市（こうしゅれい-し）は中華人民共和国吉林省長春市に位置する県級市。

## 地理
公主嶺市は吉林省西部の松遼平原中腹にあり、東は長春市市轄区、西は四平市梨樹県、南は伊通満族自治県、北は長春市農安県と松原市長嶺県に接する。

## 歴史
市名は公主陵、公主霊の転訛したものである。公主嶺駅北西5kmの場所に陵墓があり、清代に公主が達爾罕王に降嫁した際に、その旅の途中に死去しこの地に埋葬されたという伝承に由来する。
1877年（光緒3年）、清朝により設置された懐徳県を前身とする。1956年に県城部に公主嶺市が設置されたが、1960年に廃止され懐徳県に統合された。1986年1月20日に県級市に昇格、公主嶺市に改編された。
2020年6月5日、四平市から長春市へ移管。

## 行政区画
10街道、17鎮、1民族鎮、2郷、1民族郷を管轄：
- 街道弁事処：河南街道、河北街道、東三街道、鉄北街道、嶺東街道、嶺西街道、劉房子街道、南崴子街道、環嶺街道、葦子溝街道
- 鎮：黒林子鎮、陶家屯鎮、范家屯鎮、響水鎮、大嶺鎮、懐徳鎮、双城堡鎮、双竜鎮、楊大城子鎮、毛城子鎮、玻璃城子鎮、朝陽坡鎮、大楡樹鎮、秦家屯鎮、八屋鎮、十屋鎮、桑樹台鎮
- 民族鎮：二十家子満族鎮
- 郷：永発郷
- 民族郷：竜山満族郷

## 交通

### 鉄道
- 中国国家鉄路集団
  - 哈大旅客専用線
    - 公主嶺南駅

  - 京哈線
    - 公主嶺駅

### 道路
- 高速道路
  -  京哈高速道路
  -  長深高速道路
- 国道
  -  G102国道
  -  G504国道（中国語版）

## 出身者
- 馬占山（軍人）
- 李洪志（法輪功の創始者）
- 李玉剛（歌手・京劇俳優）